# 23040 Latham
23040 Latham è un asteroide della fascia principale. Scoperto nel 1999, presenta un'orbita caratterizzata da un semiasse maggiore pari a 2,7657029 UA e da un'eccentricità di 0,0113809, inclinata di 3,38787° rispetto all'eclittica.